# Homalium tatambense
Homalium tatambense är en videväxtart som beskrevs av Herman Otto Sleumer. Homalium tatambense ingår i släktet Homalium och familjen videväxter. Inga underarter finns listade i Catalogue of Life.